# بنغالور منطقة الريف
بنغالور منطقة الريف رمزها «BR» (بالإنجليزية: Bangalore  Rural  District)‏ ، هو تقسيم إداري لدولة الهند تتبع ولاية كارناتاكا (بالإنجليزية: Karnataka)‏ ، مركزها هو مدينة بنغالورو (بالإنجليزية: Bangalore)‏ عدد سكانها حسب تعداد سنة 2001 هو 1,877,416 ، مساحتها 5,815 كم² وكثافة السكان 323 لكل كم² .